# 中村孝文
中村 孝文（なかむら たかふみ、1952年 - ）は日本の政治学者。武蔵野大学法学部教授。

## 学歴
- 中央大学法学部政治学科卒業
- 国際基督教大学大学院行政学研究科博士課程単位取得退学（行政学修士）

## 職務歴
国際基督教大学助手、非常勤講師、（財）市川房枝記念会婦選会館講師、東洋大学非常勤講師、青山学院大学非常勤講師

## 研究領域
西洋政治思想史、政治哲学（マックス・ヴェーバーなど）

## 翻訳書
- 「デモクラシーとは何か」岩波書店、2001、ロバート・ダール著
- 「政治学批判」みすず書房、1988、シェルドン・ウォリン著（千葉真らと共訳）

## 著書
- 「上・中級公務員試験 20日間で学ぶ政治学の基礎」実務教育出版、2006、下条慎一と共著